# 운비펜튬
운비펜튬(Unbipentium)은 2010년에 발견된 원소의 이름으로, 원자 기호는 Ubp, 원자 번호는 125번이다.
아메리슘-241에다 약 300MeV 정도의 아연-70 이온을 포격하면 운비펜튬-311이 발생할 수 있다. 단면적은 약 300fb [3×10^-13 barns] 정도로 추정된다.